# Nicrophorus insularis
Nicrophorus insularis là một loài bọ cánh cứng trong họ Silphidae được miêu tả bởi A.H. Grouvelle năm 1893.